# Епархия Мати
Епархия Мати (лат. Dioecesis Matiensis) — епархия Римско-Католической церкви с центром в городе Мати, Филиппины. Епархия Мати распространяет свою юрисдикцию на провинцию Восточный Давао. Епархия Мати входит в митрополию Давао. Кафедральным собором епархии Мати является церковь святого Николая из Толентино.

## История
16 февраля 1984 года Римский папа Иоанн Павел II выпустил буллу Episcopus Tagamnus, которой учредил епархию Мати, выделив её из епархии Тагума.

## Ординарии епархии
- епископ Patricio Hacbang Alo (9.11.1984 — 19.10.2014);
  - Sede Vacante
- епископ Abel Cahiles Apigo (10.02.2018 — наст. время).

## Источник
- Annuario Pontificio, Libreria Editrice Vaticana, Città del Vaticano, 2003, ISBN 88-209-7422-3
- Булла Episcopus Tagamnus  (лат.)